# Adam Barrett
Adam Nicholas Barrett (n. 29 noiembrie 1979, Dagenham, Anglia) este un fotbalist aflat sub contract cu A.F.C. Bournemouth.